# 로타 국제공항
로타 국제공항(영어: Rota International Airport, IATA: ROP, ICAO: PGRO)은 북마리아나 제도 로타섬에 위치한 공항이다. 주(州) 항만 관리 위원회(Commonwealth Ports Authority)에서 공항의 운영과 관리를 맡고 있다. 운항되는 항공편 중 2%는 군 항공편이다.
이 공항에서는 괌과 사이판으로 향하는 항공 노선만 운항중이다.

## 운항 노선
| 항공사               | 목적지     |
| -------------------- | ---------- |
| 스타 마리아나스 항공 | 사이판     |
| 프리덤 에어          | 괌, 사이판 |